# 1차 논리
1차 논리(一次論理, 영어: first-order logic)는 원소에만 한정 기호를 가할 수 있고, 술어에는 한정 기호를 가할 수 없는 술어 논리이다. 명제 논리와 달리 변수에 대하여 한정 기호를 사용할 수 있으나, 2차 논리와 달리 변수들의 집합에 대하여 한정 기호를 사용할 수 없다. 1차 논리의 경우, (2차 논리와 달리) 괴델의 완전성 정리 · 콤팩트성 정리 · 뢰벤하임-스콜렘 정리와 같은 중요한 성질들이 성립한다.
이외에 1차 술어 논리, 1계 논리 등으로도 불린다. 간단히 술어 논리(predicate logic)라 하면 1차 논리를 가리키는 경우가 많다.

## 정의
1차 논리는 다음의 요소들로 이루어진다.
- 특정 문자열들의 집합을 논리식의 집합이라고 한다. 논리식이 만족시켜야 하는 문법은 재귀적으로 정의된다.
- 특정 논리식 집합으로부터 다른 논리식을 추론할 수 있다. 이에 대한 규칙은 힐베르트 체계 및 다른 여러 방식으로 명시될 수 있다.
- 1차 논리 언어의 의미론이란 그 언어의 문장들에 대하여 참인지 여부를 일관적으로 부여하는 구조이다. 이는 보통 모형으로 주어진다.

### 문법
다음과 같은 데이터가 주어졌다고 하자. (여기서 {\displaystyle \mathbb {N} }은 자연수, 즉 음이 아닌 정수의 집합이다.)
- 집합 {\displaystyle I} 및 함수 {\displaystyle m\colon I\to \mathbb {N} }, {\displaystyle i\mapsto m_{i}}. {\displaystyle I}는 유한 집합이거나 무한 집합일 수 있다. 이를 연산(演算, 영어: operation)의 집합이라고 한다.
- 집합 {\displaystyle J} 및 함수 {\displaystyle n\colon J\to \mathbb {N} }, {\displaystyle j\mapsto n_{j}}. {\displaystyle J}는 유한 집합이거나 무한 집합일 수 있다. 이를 관계(關係, 영어: relation)의 집합이라고 한다.

그렇다면, {\displaystyle (I,m,J,n)}으로 정의되는 1차 논리 언어 {\displaystyle {\mathcal {L}}_{I,J}\subseteq \Sigma ^{*}}는 특정한 문자열들의 집합이다. 이 문자열을 구성하는 문자 집합
{\displaystyle \Sigma =\{{\mathsf {x}}_{n}\}_{n\in \mathbb {N} }\sqcup \{\forall ,=,\implies ,\lnot \}\sqcup \{{\mathsf {f}}_{i}\}_{i\in I}\sqcup \{{\mathsf {R}}_{j}\}_{j\in J}}
은 구체적으로 다음과 같다.
- 가산 무한 개의 변수들 {\displaystyle {\mathsf {x}}_{0},{\mathsf {x}}_{1},{\mathsf {x}}_{2},\dots }
  - 가산 무한 개의 변수들만으로 충분한 이유는 모든 논리식의 길이가 유한하기 때문이다. 무한 논리의 경우 더 많은 변수들을 추가할 수 있다.
- 명제 논리의 연산 {\displaystyle \implies } (함의) 및 {\displaystyle \lnot } (부정).
  - 그 대신 다른 기호들을 사용할 수도 있다. 예를 들어, 논리합 {\displaystyle \lor } 또는 논리곱 {\displaystyle \land } 등이 있다.
- 등호 {\displaystyle =}
- 전칭 기호(全稱記號, 영어: universal quantifier) {\displaystyle \forall }.
  - 그 대신 존재 기호(存在記號, 영어: existential quantifier) {\displaystyle \exists }를 사용할 수도 있다. 사실, 임의의 변수 {\displaystyle x}에 대하여 {\displaystyle \forall x\phi \iff \lnot \exists x\lnot \phi }이며 {\displaystyle \exists x\phi \iff \lnot \forall x\lnot \phi }이므로, 이들은 서로 동치이다.
- 각 {\displaystyle i\in I}에 대하여, 기호 {\displaystyle {\mathsf {f}}_{i}}. 이를 {\displaystyle m_{i}}항 연산이라고 하며, {\displaystyle m_{i}}를 {\displaystyle {\mathsf {f}}_{i}}의 항수(項數, 영어: arity)라고 한다. 0항 연산을 상수(영어: constant)라고 한다.
- 각 {\displaystyle j\in J}에 대하여, 기호 {\displaystyle {\mathsf {R}}_{j}}. 이를 {\displaystyle n_{j}}항 관계라고 하며, {\displaystyle n_{j}}를 {\displaystyle {\mathsf {R}}_{j}}의 항수(項數, 영어: arity)라고 한다. 1항 관계를 술어(영어: predicate)라고 한다.  (항수가 0인 관계는 고전 명제 논리에서는 참 또는 거짓이 되므로 자명하다.)
- 이 밖에도, 괄호 {\displaystyle ()} 및 반점 {\displaystyle ,} 등은 엄밀히 말해 불필요하지만, 가독성을 돕기 위해 첨가한다. 예를 들어, {\displaystyle {\mathsf {f}}_{i}{\mathsf {x}}_{0}{\mathsf {x}}_{2}} 대신 {\displaystyle {\mathsf {f}}_{i}({\mathsf {x}}_{0},{\mathsf {x}}_{2})}로 쓴다.

이 기호들 가운데, {\displaystyle \{{\mathsf {f}}_{i}\}_{i\in I}} 및 {\displaystyle \{{\mathsf {R}}_{j}\}_{j\in J}}를 제외한 기호들을 논리 기호(영어: logical symbol)라고 한다.
1차 논리의 항(項, 영어: term)은 다음 문법을 따른다.
- 모든 변수는 항이다.
- 임의의 {\displaystyle i\in I}와 {\displaystyle m_{i}}개의 항 {\displaystyle t_{1},t_{2},\dots ,t_{m_{i}}}에 대하여, {\displaystyle {\mathsf {f}}_{i}(t_{1},t_{2},\dots ,t_{m_{i}})}은 항이다.  (상수의 경우, 즉 {\displaystyle m_{i}=0}일 때, 보통 괄호 {\displaystyle {\mathsf {f}}_{i}()}를 생략하여 {\displaystyle {\mathsf {f}}_{i}}로 쓴다.)

1차 논리의 논리식(영어: (well-formed) formula)은 다음 문법을 따르는, 위 기호들의 문자열이다.
- 임의의 {\displaystyle j\in J}와 {\displaystyle n_{j}}개의 항 {\displaystyle t_{1},\dots ,t_{n_{j}}}에 대하여, {\displaystyle {\mathsf {R}}_{j}(t_{1},\dots ,t_{n_{j}})}은 논리식이다.
- 두 항 {\displaystyle t_{1}}, {\displaystyle t_{2}}에 대하여, {\displaystyle t_{1}=t_{2}}는 논리식이다.
- 논리식 {\displaystyle \phi }와 {\displaystyle \chi }에 대하여, {\displaystyle \lnot \phi }와 {\displaystyle \phi \implies \chi }는 논리식이다.
- 논리식 {\displaystyle \phi }에 등장하는 변수 {\displaystyle x_{i}}가 자유 변수라면, {\displaystyle \forall x\phi }는 논리식이다.

여기서 논리식 {\displaystyle \phi } 및 그 속에 등장하는 변수 {\displaystyle x}에 대하여, 만약 {\displaystyle \phi }가 {\displaystyle \forall x}를 포함하지 않는다면, {\displaystyle x}를 {\displaystyle \phi }의 자유 변수(영어: free variable)라고 하며, 그렇지 않다면 {\displaystyle x}를 {\displaystyle \phi }의 종속 변수(영어: bound variable)라고 한다.
자유 변수를 갖지 않는 (즉, 그 속에 등장하는 모든 변수가 종속 변수인) 논리식을 문장(文章, 영어: sentence)이라고 한다.

### 공리와 추론 규칙
1차 논리의 증명 이론은 다양한 방식으로 공리화할 수 있다. 예를 들어 다비트 힐베르트의 힐베르트 체계(영어: Hilbert system)나, 게르하르트 겐첸의 시퀀트 계산이나 자연 연역 등을 사용할 수 있다.
1차 논리를 힐베르트 체계를 사용하여 공리화하면, 다음과 같다. 우선, 편의상 다음과 같은 기호만을 사용한다고 하자.
- 명제 논리에서, 오직 함의 {\displaystyle \implies }와 부정 {\displaystyle \lnot }만을 사용한다고 하자. (논리합이나 논리곱과 같은 다른 명제 논리 기호는 이 둘로 나타낼 수 있다.)
- 술어 논리에서, 오직 전칭 기호 {\displaystyle \forall }만을 사용한다고 하자. (존재 기호 {\displaystyle \exists }는 {\displaystyle \forall }만으로 나타낼 수 있다.)

이 경우, 다음과 같은 공리 기본꼴(영어: axiom schema)들을 정의한다. 이 공리 기본꼴들에서 사용된 기호들은 다음과 같다.
- {\displaystyle \phi }, {\displaystyle \chi }, {\displaystyle \psi }는 임의의 논리식을 뜻한다.
- {\displaystyle t}, {\displaystyle u}는 임의의 항을 뜻한다.
- {\displaystyle x}는 임의의 변수를 뜻한다.

즉, 공리 기본꼴에서 위의 기호들을 실제의 논리식·항·변수로 치환하면 공리들을 얻는다.
우선, 추론 규칙으로 전건 긍정의 형식
㈀ {\displaystyle {\begin{matrix}\phi \implies \chi \\\phi \\\hline \chi \end{matrix}}}
과 일반화
㈁ {\displaystyle {\begin{matrix}\phi \\\hline \forall x\phi \end{matrix}}}
추론 규칙 ㈁에서, {\displaystyle x}는 {\displaystyle \phi }의 자유 변수이어야 한다.
가 있다. 이 밖에, 다음과 같은 명제 논리의 공리 기본꼴들이 사용된다.
㈂ {\displaystyle \phi \implies \left(\chi \implies \phi \right)}
㈃ {\displaystyle \left(\phi \implies \left(\chi \implies \psi \right)\right)\implies \left(\left(\phi \implies \chi \right)\implies \left(\phi \implies \psi \right)\right)}
㈄ {\displaystyle \left(\lnot \phi \implies \lnot \chi \right)\implies \left(\chi \implies \phi \right)}
1차 술어 논리의 경우, 다음과 같은 추가 공리 기본꼴들이 사용된다.
㈅ {\displaystyle \forall x\phi \implies \phi [t/x]}
㈆ {\displaystyle \forall x\left(\phi \implies \chi \right)\implies \left(\forall x\phi \implies \forall x\chi \right)}
㈇ {\displaystyle x=x}
㈈ {\displaystyle \left(t=u\right)\implies \left(\phi [t/x]\implies \phi [u/x]\right)}
공리 기본꼴 ㈈에서, {\displaystyle x}는 논리식 {\displaystyle \phi }의 자유 변수이어야 한다.
위 공리 기본꼴들에서, {\displaystyle \phi [t/x]}는 논리식 {\displaystyle \phi }에 등장하는 자유 변수 {\displaystyle x}를 항 {\displaystyle t}로 대체하여 얻는 논리식을 뜻한다. 예를 들어, 체의 언어에서
{\displaystyle {\text{“}}\lnot (x=2)\land \left(\forall xx=y)\right)\lor x=3{\text{”}}[(1+1)/x]={\text{“}}\lnot \left((1+1)=2\right)\land \left(\forall xx=y)\right)\lor 1+1=3{\text{”}}}
이다. 이때, 논리식 내부의 ‘{\displaystyle \forall xx=y}’에서 {\displaystyle x}가 치환되지 않는 이유는 이 부분에서는 {\displaystyle x}가 종속 변수이기 때문이다.

## 성질

### 의미론
1차 논리의 의미론은 보통 모형으로 주어진다. 주어진 연산 집합 {\displaystyle I}와 관계 집합 {\displaystyle J}을 갖는 1차 논리 언어 {\displaystyle {\mathcal {L}}_{I,J}}가 주어졌다고 하자. 그렇다면, 이 언어의 모형은 집합 {\displaystyle X} 및 각 {\displaystyle n}항 연산 {\displaystyle i\in I}에 대하여 {\displaystyle {\mathsf {f}}_{i}}의 해석 {\displaystyle {\mathsf {f}}_{i}^{X}\colon X^{n}\to X} 및 각 {\displaystyle n_{j}}항 관계 {\displaystyle {\mathsf {R}}_{j}}에 대하여 그 해석 {\displaystyle {\mathsf {R}}_{j}^{X}\in {\mathcal {P}}(X^{n_{j}})}으로 구성된다. 이를 통해, {\displaystyle {\mathcal {L}}_{I,J}}의 문장 {\displaystyle \phi }와 {\displaystyle {\mathcal {L}}_{I,J}}의 모형 {\displaystyle M}에 대하여, {\displaystyle \phi }가 {\displaystyle M}에서 참인지 또는 거짓인지 여부를 정의할 수 있다. {\displaystyle \phi }가 {\displaystyle M}에서 참이라는 것은
{\displaystyle M\models \phi }
로 표기한다.
보다 일반적으로, {\displaystyle {\mathcal {L}}_{I,J}}의 논리식 {\displaystyle \phi }가 자유 변수 {\displaystyle x_{1},\dots ,x_{k}}를 갖는다고 하자. 그렇다면, {\displaystyle {\mathcal {L}}_{I,J}}의 모형 {\displaystyle M} 및 그 속의 {\displaystyle k}개의 원소
{\displaystyle (m_{1},\dots ,m_{k})\in M^{k}}
가 주어졌을 때,{\displaystyle \phi }가 {\displaystyle M}에서 {\displaystyle (m_{i})_{i=1}^{k}}에 대하여 참인지 또는 거짓인지 여부를 정의할 수 있다. 이는
{\displaystyle M\models \phi [m_{1}/x_{1},\dots ,m_{k}/x_{k}]}
로 표기한다.
1차 논리의 경우 콤팩트성 정리와 뢰벤하임-스콜렘 정리가 성립한다.

### 증명 이론
비논리 기호를 포함하지 않는 1차 논리 문장들의 집합을 {\displaystyle {\mathcal {L}}_{=}^{0}}라고 하자. 그 가운데, 모든 모형에서 참인 문장들의 부분 집합
{\displaystyle {\mathcal {T}}=\{\phi \in {\mathcal {L}}_{=}^{0}\colon \forall M\in \operatorname {Model} ({\mathcal {L}}_{=})\colon M\models \phi \}}
을 생각하자. 또한, {\displaystyle {\mathcal {L}}_{=}^{0}} 속에서, 위의 힐베르트 체계를 통해 증명할 수 있는 문장들의 집합을
{\displaystyle {\mathcal {T}}'=\{\phi \in {\mathcal {L}}_{=}^{0}\colon \vdash \phi \}}
그렇다면, 다음이 성립한다.
- 1차 논리의 건전성 정리에 따르면, {\displaystyle {\mathcal {T}}={\mathcal {T}}'}이다. 즉, 명제가 증명 가능한지 여부는 명제가 참인지 여부와 동치이다.
- {\displaystyle {\mathcal {T}}}는 재귀 집합이다. (이는 레오폴트 뢰벤하임이 1915년에 증명하였다.)

보다 일반적으로, 임의의 가산 연산 집합 {\displaystyle I}와 관계 집합 {\displaystyle J}를 갖는 1차 논리 언어 {\displaystyle {\mathcal {L}}_{I,J}} 속에서, 문장들의 집합을 {\displaystyle {\mathcal {L}}_{I,J}^{0}\subseteq {\mathcal {L}}_{I,J}}라고 하자. 그 가운데, 모든 모형에서 참인 문장들의 부분 집합
{\displaystyle {\mathcal {T}}=\{\phi \in {\mathcal {L}}_{I,J}^{0}\colon \forall M\in \operatorname {Model} ({\mathcal {L}}_{I,J})\colon M\models \phi \}}
을 생각하자.
- 괴델의 완전성 정리에 따르면, {\displaystyle {\mathcal {T}}}는 재귀 열거 집합이다.
- 만약 {\displaystyle {\mathcal {R}}}에 (등호를 제외한) 2항 이상의 항수를 갖는 관계가 존재한다면, {\displaystyle {\mathcal {T}}}는 재귀 집합이 아니다.
- 만약 {\displaystyle I=\varnothing }이며, {\displaystyle J}의 모든 관계가 술어(1항 관계) 또는 등호라면, {\displaystyle {\mathcal {T}}}는 재귀 집합이다. 이러한 언어를 1항 1차 언어(영어: monadic first-order language)라고 한다.

### 린드스트룀 정리
린드스트룀 정리(영어: Lindström’s theorem)에 따르면, 1차 술어 논리는 (가산) 콤팩트성 정리와 하향 뢰벤하임-스콜렘 정리를 만족시키는 가장 강력한 논리 체계이다.

## 예

### 집합론
체르멜로-프렝켈 집합론의 언어는 하나의 2항 관계 {\displaystyle \in } 만을 포함하며, 아무런 연산을 갖지 않는다. 집합론에서 사용되는 대부분의 명제들은 이 언어로 나타낼 수 있다.

### 체와 순서체
체의 1차 논리 언어
{\displaystyle I=\{+,\cdot ,-,0,1\}}
{\displaystyle m_{+}=m_{\cdot }=2}
{\displaystyle m_{-}=1}
{\displaystyle m_{0}=m_{1}=0}
{\displaystyle J=\varnothing }
는 두 개의 이항 연산과 하나의 1항 연산 및 두 개의 상수(0항 연산)을 포함하며, 등호 밖의 관계를 갖지 않는다. 보통
{\displaystyle {\mathsf {f}}_{+}(a,b)}는 {\displaystyle a+b}와 같이 표기한다.
순서체의 1차 논리 언어
{\displaystyle I=\{+,\cdot ,-,0,1\}}
{\displaystyle m_{+}=m_{\cdot }=2}
{\displaystyle m_{-}=1}
{\displaystyle m_{0}=m_{1}=0}
{\displaystyle J=\{\leq \}}
{\displaystyle n_{\leq }=2}
는 두 개의 이항 연산과 하나의 1항 연산 및 두 개의 상수(0항 연산)을 포함하며, 하나의 2항 관계를 갖는다. 보통
{\displaystyle {\mathsf {R}}_{\leq }(a,b)}는 {\displaystyle a\leq b}와 같이 표기한다.

### 범주
범주의 1차 논리 언어는 다음과 같이, 하나의 3항 관계
- {\displaystyle {\mathsf {C}}(-,-,-)} ({\displaystyle {\mathsf {C}}(x,y,z)}는 {\displaystyle x\circ y=z}임을 뜻함)

와 두 개의 1항 연산
- {\displaystyle \operatorname {dom} (-)} (사상의 정의역)
- {\displaystyle \operatorname {codom} (-)} (사상의 공역)

으로 나타낼 수 있다. 변수들은 사상을 나타내며, 대상들은 항등 사상으로 나타내어진다. 편의상 다음과 같은 술어를 정의하자.
{\displaystyle {\mathsf {Obj}}(x)\iff \operatorname {dom} (x)=\operatorname {codom} (x)=x}
이는 {\displaystyle x}가 항등 사상(즉, 대상)임을 뜻한다. 그렇다면, 범주의 1차 논리 이론은 다음과 같은 공리들로 구성된다.
- {\displaystyle \operatorname {dom} (x)=x\iff \operatorname {codom} (x)=x} (항등 사상의 두 정의의 동치성)
- {\displaystyle {\mathsf {Obj}}(\operatorname {dom} x)} (사상의 정의역은 대상)
- {\displaystyle {\mathsf {Obj}}(\operatorname {codom} x)} (사상의 공역은 대상)
- {\displaystyle {\mathsf {C}}(x,y,z)\implies \operatorname {dom} x=\operatorname {codom} y} (사상 합성의 존재의 필요 조건)
- {\displaystyle {\mathsf {C}}(x,y,z)\implies \operatorname {dom} y=\operatorname {dom} z} (합성 사상의 정의역)
- {\displaystyle {\mathsf {C}}(x,y,z)\implies \operatorname {codom} x=\operatorname {codom} z} (합성 사상의 공역)
- {\displaystyle {\mathsf {C}}(x,y,a)\land {\mathsf {C}}(a,z,c)\land {\mathsf {C}}(y,z,b)\land {\mathsf {C}}(x,b,d)\implies c=d} (사상 합성의 결합 법칙)
- {\displaystyle {\mathsf {Obj}}(x)\land {\mathsf {C}}(x,y,z)\implies y=z} (항등 사상과의 합성)
- {\displaystyle {\mathsf {Obj}}(y)\land {\mathsf {C}}(x,y,z)\implies x=z} (항등 사상과의 합성)

이 이론의 모형의 개념은 작은 범주의 개념과 동치이다.

## 역사
고틀로프 프레게가 1879년에 출판된 《개념 표기법》에서 사용한 논리는 (현대적 용어로는) 2차 논리였다.:295:101–102 이후 1885년에 찰스 샌더스 퍼스는 1차 논리와 2차 논리를 구분하였다.:296:99 퍼스는 1차 논리를 "1차 내포 논리"(영어: first-intensional logic)로, 2차 논리를 "2차 내포 논리"(영어: second-intensional logic)로 일컬었다.:99–100
이후 에른스트 체르멜로는 2차 논리를 사용하여 집합론을 개발하였다. 토랄프 스콜렘은 1922년에 체르멜로의 집합론을 1차 논리로 재정의하였다.:123–124:153–156:447 이는 오늘날 사용되는 체르멜로-프렝켈 집합론의 기반이 되었다.
제2차 세계 대전 이후 1차 논리는 (2차 논리나 유형 이론 등을 대신하여) 통상적으로 사용되는 수학의 기반이 되었다.:448

## 같이 보기
- 논리 기호
- 로지반
- 프리넥스 표준형
- 프롤로그 (프로그래밍 언어)
- 관계대수
- 관계형 모델
- 스콜렘 표준형
- 진리표